# Alexandre Sarr
Alexandre Dam "Alex" Sarr, né le 26 avril 2005 à Bordeaux en Gironde, est un joueur français de basket-ball évoluant au poste de pivot.

## Biographie

### Jeunesse
Alexandre Sarr naît à Bordeaux et démarre le basket-ball dans la région, au Bouscat. Puis, sa famille déménage à Toulouse et il joue dans différents clubs de la ville jusqu'à ses 14 ans et l'intégration du centre de formation du Real Madrid en 2019. Il a été scolarisé au collège Pierre de Fermat à Toulouse de 2016 à 2020.

### Carrière professionnelle

#### Overtime Elite (2021-2023)
En 2021, Sarr rejoint la Overtime Elite (en), un championnat amateur pour jeunes basé aux États-Unis, en intégrant l'équipe "Team OTE" puis celle des "YNG Dreamerz" la saison suivante.

#### Perth Wildcats (2023-2024)
Après ces deux années prometteuses, il rejoint les Perth Wildcats, club professionnel du championnat d'Australie (NBL). Sarr s'illustre notamment en début d'année 2024 avec plusieurs matchs terminés à plus de 20 d'évaluation comme le 27 janvier 2024 face au South East Melbourne Phoenix (18 points et 5 contres) ou le 10 février contre les Cairns Taipans (14 points, 12 rebonds et 3 contres), le tout en moins de 20 minutes jouées à chaque fois.
En avril 2024, il annonce son inscription à la draft 2024 de la NBA. Différents médias le voient potentiellement comme un choix numéro un.

#### Wizards de Washington (depuis 2024)
Le 26 juin 2024, il est sélectionné en deuxième position par les Wizards de Washington lors de la draft.

#### Équipe nationale
Alexandre Sarr fait ses débuts avec l'équipe de France U16 avec laquelle il est vainqueur du groupe A des European Challengers U16 en 2021 (en).
Avec l'équipe de France U17, il décroche la médaille de bronze lors de la Coupe du monde en 2022.
En 2023, Sarr remporte la médaille d'argent à la Coupe du monde U19,.
Le 27 juin 2025, il est sélectionné par Frédéric Fauthoux, sélectionneur de l'équipe de France, pour faire partie des 18 joueurs présélectionnés pour le championnat d'Europe 2025. Le 4 août 2025, Alexandre Sarr honore sa première sélection lors d'un match de préparation pour l'Euro contre le Monténégro. La France s'impose 81-75 (19 points et 4 rebonds pour lui).

## Palmarès et distinctions individuelles

### En club
- All-OTE Second Team (2023)

 Wizards de Washington :
- Élu rookie du mois de la Conférence Est en décembre 2024
- Sélection pour le Rising Stars Challenge et le Skills Challenge lors du NBA All-Star Week-end 2025
- NBA All-Rookie First Team (2025)

### En sélection nationale
- Vainqueur du groupe A des European Challengers U16 en 2021 (en)
- Médaille de bronze de la coupe du monde des moins de 17 ans en 2022
- Médaille d’argent de la coupe du monde des moins de 19 ans en 2023

## Statistiques

### Saison régulière
| Saison    | Équipe     | Matchs | Titul. | Min./m | % Tir | % 3pts | % LF | Rbds/m. | Pass/m. | Int/m. | Ctr/m. | Pts/m. |
| --------- | ---------- | ------ | ------ | ------ | ----- | ------ | ---- | ------- | ------- | ------ | ------ | ------ |
| 2024-2025 | Washington | 67     | 67     | 27,1   | 39,4  | 30,8   | 67,9 | 6,50    | 2,40    | 0,70   | 1,50   | 13,00  |
| Carrière  | Carrière   | 67     | 67     | 27,1   | 39,4  | 30,8   | 67,9 | 6,50    | 2,40    | 0,70   | 1,50   | 13,00  |

## Records sur une rencontre en NBA
Les records personnels d'Alexandre Sarr en NBA sont les suivants :
| Type de statistique        | Saison régulière | Saison régulière      | Saison régulière |
| Type de statistique        | Record           | Adversaire            | Date             |
| -------------------------- | ---------------- | --------------------- | ---------------- |
| Points                     | 34               | @ Nuggets de Denver   | 15 mars 2025     |
| Paniers marqués            | 12               | @ Nuggets de Denver   | 15 mars 2025     |
| Paniers tentés             | 28               | @ Nuggets de Denver   | 15 mars 2025     |
| Paniers à 3 points réussis | 5                | @ Nuggets de Denver   | 15 mars 2025     |
| Paniers à 3 points tentés  | 10               | Bucks de Milwaukee    | 21 février 2025  |
| Lancers francs réussis     | 5                | 2 fois                | 2 fois           |
| Lancers francs tentés      | 9                | Raptors de Toronto    | 24 mars 2025     |
| Rebonds offensifs          | 4                | @ Hawks d'Atlanta     | 28 octobre 2024  |
| Rebonds défensifs          | 11               | @ Raptors de Toronto  | 8 mars 2025      |
| Rebonds totaux             | 14               | @ Raptors de Toronto  | 8 mars 2025      |
| Passes décisives           | 6                | @ Pacers de l'Indiana | 8 mars 2025      |
| Interceptions              | 1                | 3 fois                | 3 fois           |
| Contres                    | 4                | 2 fois                | 2 fois           |
| Balles perdues             | 1                | 4 fois                | 4 fois           |
| Minutes jouées             | 27               | @ Hawks d'Atlanta     | 28 octobre 2024  |

- Double-double : 10
- Triple-double : 0

Dernière mise à jour : 8 avril 2025

## Vie privée
Il est le petit frère d'Olivier Sarr, joueur du Thunder d'Oklahoma City en NBA, et son père, Massar, est un ancien basketteur professionnel d'origine sénégalaise .